# Mychajło Mudryk
Mychajło Petrowycz Mudryk, ukr. Михайло Петрович Мудрик (ur. 5 stycznia 2001 w Krasnohradzie) – ukraiński piłkarz, występujący na pozycji napastnika w angielskim klubie Chelsea oraz w reprezentacji Ukrainy. Uczestnik Mistrzostw Europy 2024.
Mudryk rozpoczął karierę w akademiach Metalista Charków i Dnipro Dniepropietrowsk, zanim przeniósł się do Szachtara Donieck w 2016 roku. W jego drużynie seniorskiej zadebiutował dwa lata później, a następnie został wypożyczony do Arsenału Kijów i Desny Czernihów. W 2023 roku przeniósł się do angielskiej drużyny Chelsea F.C. za 70 milionów funtów.
Mudryk zadebiutował w reprezentacji Ukrainy w 2022 roku, wcześniej reprezentował kraj na kilku szczeblach młodzieżowych.

## Kariera piłkarska

### Kariera klubowa
Wychowanek klubów Metalist Charków i Dnipro Dniepropetrowsk oraz Akademii Piłkarskiej Szachtar Donieck, barwy których bronił w juniorskich mistrzostwach Ukrainy. 9 kwietnia 2017 roku rozpoczął karierę piłkarską w składzie juniorskiej drużyny Szachtara U-19, potem grał w młodzieżowej drużynie, m.in. w Lidze Młodzieżowej UEFA. W 2018 roku został włączony do kadry pierwszej drużyny Szachtara. Zadebiutował w wieku siedemnastu lat pod wodzą trenera Paulo Fonseca w meczu Pucharu Ukrainy przeciwko Olimpikowi Donieck 31 października 2018 roku.
1 marca 2019 został wypożyczony do Arsenału Kijów, grając 10 meczów i przyczyniając się do zdobycia tytułu w sezonie 2019/2020. Latem 2020 roku został wypożyczony do Desny Czernihów, z którą zakwalifikował się do trzeciej rundy kwalifikacyjnej Ligi Europy UEFA. W Czernihowie spędził 4 miesiące, rozegrał 10 meczów w ukraińskiej ekstraklasie i raz w Pucharze Ukrainy.
8 stycznia 2021 roku Mudryk wrócił do Szachtara.
Trener Szachtara, Roberto De Zerbi, powiedział, że uważa Mudryka za jednego z najlepszych młodych zawodników, dodając: „jeśli nie doprowadzę go do wysokiego poziomu, uznam to za osobistą porażkę”. 18 września 2021 roku strzelił swojego pierwszego gola w ligowym meczu z FK Mariupolem na stadionie im. Wołodomyra Bojka. 28 września 2021 roku rozegrał swój pierwszy mecz Ligi Mistrzów UEFA przeciwko Interowi Mediolan, zastępując Manora Solomona w 78. minucie na Stadionie Olimpijskim w Kijowie. 27 października 2021 zmierzył się z Czornomorciem Odessa, a jego drużyna awansowała do ćwierćfinału Pucharu Ukrainy. Po dobrych występach dla Szachtara, Mudryk zwrócił na siebie uwagę wielu europejskich klubów, w tym Arsenalu, Bayeru Leverkusen, Brentfordu, Evertonu, Sevilli. W maju 2022 Mudryk wyraził chęć dołączenia do Bayeru Leverkusen.
6 września 2022 roku strzelił swojego pierwszego gola w Lidze Mistrzów UEFA w wygranym 4:1 wyjazdowym meczu przeciwko RB Lipsk.
15 stycznia 2023 roku Mudryk został zawodnikiem Chelsea F.C., podpisując ośmioipółletni kontrakt. Otrzymał koszulkę z numerem 15. Kwota transferowa wyniosła 70 milionów euro plus 30 milionów euro premii warunkowych, ustanawiając rekordy transferowe zarówno dla jego poprzedniego zespołu, Szachtara Donieck, jak i ukraińskiej ekstraklasy. Szachtar poinformował, że 23 miliony euro z transferu zostaną przeznaczone na pomoc dla obrońców Mariupola na pokrycie kosztów leczenia oraz wsparcie psychologiczne. 21 stycznia 2023 roku Mudryk w meczu z Liverpoolem w 55. minucie zaliczył debiut w Premier League.
17 grudnia 2024 r. poinformowano, że The Football Association tymczasowo zawiesiła Mudryka we wszystkich rozgrywkach po pozytywnym wyniku testu antydopingowego. Od tamtej pory Mudryk nie wystąpił w żadnym meczu Chelsea.

### Kariera reprezentacyjna
W 2016 debiutował w juniorskiej reprezentacji Ukrainy U-17. Od 2018 występował w reprezentacji U-19. W 2019 został powołany do młodzieżowej reprezentacji Ukrainy.
W kwietniu 2022 roku po raz pierwszy został powołany do seniorskiej reprezentacji Ukrainy na zgrupowanie w Słowenii. 11 maja 2022 roku zadebiutował w towarzyskim meczu z Borussią Mönchengladbach, strzelając swojego pierwszego gola na Borussia-Park podczas Global Tour for Peace.

## Życie prywatne
Mudryk urodził się i wychował w Krasnohradzie w obwodzie charkowskim na Ukrainie. Jako osoba wyznania prawosławnego, otwarcie mówi o tym, jak ważna jest dla niego wiara. Mudryk ma kilka tatuaży, ale za najważniejszy uważa ten, na którym widnieje napis „Tylko Jezus”.

## Sukcesy i odznaczenia

### Sukcesy reprezentacyjne
Ukraina U-21
- brązowy medalista Mistrzostw Europy U-21: 2023